# Тайна двух океанов
«Тайна двух океанов» — научно-фантастический роман Григория Адамова. В романе описывается поход советской подводной лодки «Пионер» из Ленинграда во Владивосток через Атлантический в Тихий океан.

## История написания и издания
Роман написан в конце 1930-х годов на волне сталинского патриотизма и впервые был частично опубликован в журнале «Знание — сила», а затем — в газете «Пионерская правда» за 1938 год. Первое книжное издание вышло в 1939 году в издательстве Детиздат ЦК ВЛКСМ. Впоследствии роман выдержал более 20 изданий. Издания романа, вышедшие после 1953 года, имеют небольшие текстовые отличия от более ранних, поскольку из текста были удалены фразы, связанные со Сталиным.

## Сюжет
Роман начинается с тайной встречи в гостиничном номере на территории СССР. Хозяин номера, находящийся в стране инкогнито японский военный, давит на своего русского собеседника, убеждая его работать на японскую разведку. В противном случае японская военная клика отыграется на живущих в Японии родственниках русского, обвинив их и посадив в тюрьму. Собеседник японца спорит с ним, однако явно уступает. В номер неожиданно врываются сотрудники НКВД и арестовывают японца, однако русский скрывается, выбросившись из окна с портативным парашютом.
Проходит несколько месяцев. Сын советского дипломата Павлик, мальчик 14 лет, оказывается в воде из-за кораблекрушения в Северной Атлантике, после чего попадает на борт советской подводной лодки «Пионер». Эта уникальная лодка, вобравшая в себя все лучшие достижения советской науки и техники, направляется из Ленинграда на Тихоокеанский флот для создания противовеса нарастающей японской морской мощи. Именно с путешествием этой лодки была связана беседа в гостиничном номере: японцы, уже запланировавшие начало Второй Мировой войны, любой ценой хотят предотвратить прибытие «Пионера» к восточным берегам СССР.
Подводная лодка следует вокруг мыса Горн, чуть не погибает в антарктических морях, выдерживает непонятно кем организованную глубинную бомбардировку, но с честью выходит из всех испытаний. Павлик, любимец экипажа, знакомится со всеми его моряками. Лучшими друзьями становятся два колоритных гиганта — старшина водолазов Скворешня и главный механик Горелов. Однако с Гореловым не все чисто: Павлик случайно находит записку механика, где в точности указаны координаты места бомбардировки. Командир подлодки, до которого дошла информация о записке, начинает подозревать, что в номере гостиницы был именно Горелов. Однако главный механик — заслуженный работник, орденоносец и член партии, в связи с чем командир не спешит отдать приказ о его аресте.
Параллельно в романе показана линия Горелова, который, как правильно угадал командир, является агентом японцев. Изначально ему приказали передать координаты первой стоянки подлодки — они были нужны для бомбового удара. Когда удар не достиг цели, Горелову поручают докладывать обо всех стоянках «Пионера». В результате подлодка подвергается нападению торпед с японского крейсера «Идзумо», но уничтожает его в бою ультразвуковым лучом. Потерпевшие поражение японцы, связавшись с механиком, приказывают ему уничтожить подлодку. Горелов, не желая становиться убийцей, яростно сопротивляется приказу, но уступает, вспомнив, что в случае неповиновения пострадает его семья. Кроме того, он уже не может прийти к командиру с признанием: за работу на японцев его гарантированно расстреляют. Механик, растоптав в себе последние остатки человечности, приводит двигатель «Пионера» в предвзрывное состояние, после чего, обманув дежурного (молодого лейтенанта Кравцова), выходит наружу в скафандре. Страшный взрыв разносит корму «Пионера», а Горелова подбирает японский крейсер.
Подлодка, обладающая огромной прочностью благодаря экспериментальному сплаву корпуса, повреждена, но не уничтожена. Ее прибивает океанским течением к острову Пасхи, где начинаются ремонтные работы. Технический персонал подлодки во главе со Скворешней в кратчайшие сроки проводит ремонт, готовя лодку к переходу во Владивосток. Тем временем Горелов в своем скафандре тоже ищет подлодку: японцам необходимо знать, что «Пионер» уничтожен. Случайно натолкнувшись на бригаду Скворешни (вместе с которым работали Кравцов и Павлик), Горелов, используя свою огромную силу, в несколько секунд ломает и убивает лейтенанта. Но тут подоспевает Скворешня и в море начинается битва двоих исполинов, почти равных друг другу по силе. Скворешня, уже, казалось бы, терпящий поражение из-за быстроты и ловкости Горелова, при помощи Павлика все-таки побеждает и скручивает предателя.
Подлодка «Пионер», закончив ремонт, на максимальной скорости идет к Владивостоку. Через сутки обнаруживается отсутствие Скворешни, и все уверены, что он, упав в обморок от переутомления, остался в воде у острова. Командир, получивший приказ привести лодку во Владивосток точно к определенному сроку, не может развернуть судно, но срочно связывается с командованием, требуя посылку гидроплана к острову Пасхи. Однако позже он отменяет свое требование: на лодке неожиданно появляется живой и здоровый Скворешня, который, как оказалось, действительно упал в обморок, но уже в выходной камере. «Пионер» успешно приходит в порт Владивостока.
В романе упоминаются многочисленные фантастические научно-технические новшества, используемые на «Пионере». Корпус подводной лодки сделан из сверхпрочного сплава, который позволяет ей погружаться на любые океанские глубины. Источник энергии подводной лодки — термопара, концы которой находятся на разной глубине. Полученное электричество накапливается в супераккумуляторах и используется для электролиза воды. Полученные водород и кислород используются в импульсном детонационном реактивном двигателе. Кроме того, имеется возможность нагревать обшивку корпуса до температуры кипения воды, что позволяет снизить сопротивление движению (паровая смазка) и развить скорость, при которой плавание от острова Пасхи до Владивостока занимает четверо суток (то есть более 92 узлов).
На лодке установлена развернутая система сонаров, способная давать изображение, и запускаемые в подводное плавание и в полет два беспилотных аппарата с видеокамерой, работающей в инфракрасном диапазоне. Лодка вооружена ультразвуковым излучателем, приводящим к «разрушению молекулярных связей материи».
Экипаж лодки может выйти за борт на морское дно в водолазных скафандрах уникальной прочности, автономности и скорости плавания. К ним придаются пистолеты, действующие по тому же принципу, что и основное оружие лодки. Для расстёгивания скафандра используется электрод-игла, которым надо провести по шву, отчего он распадается.

## Экранизации
В 1956 году по мотивам романа был снят одноимённый фильм. Действие экранизации перенесено в послевоенные годы, кульминацией сюжета является не бой «Пионера» с японской эскадрой, а обезвреживание автоматической торпедно-ракетной базы «поджигателей новой войны». Фильм отличают впечатляющие для кино 1950-х годов комбинированные съёмки.